# Галіндез (острів)
Галіндез (англ. Galindez Island) — острів в Антарктиці, входить в групу Аргентинських островів Архіпелагу Вільгельма. Лежить безпосередньо на схід від острова Вінтер (Winter Island) Аргентинських островів. На о. Галіндез розташована українська антарктична наукова станція «Академік Вернадський».

## Історія
Острів був виявлений французькою антарктичною експедицією 1903-05 років під керівництвом Жана-Батиста Шарко, який назвав його на честь командувача ВМФ Аргентини Ісмаеля Галіндеза, котрий доклав зусиль для пошуку та порятунку експедиції Шарко. Острів був дослідженний британською експедицією 1934—37 років під командуванням Джона Райміля.

## Наукова станціяАкадемік Вернадський

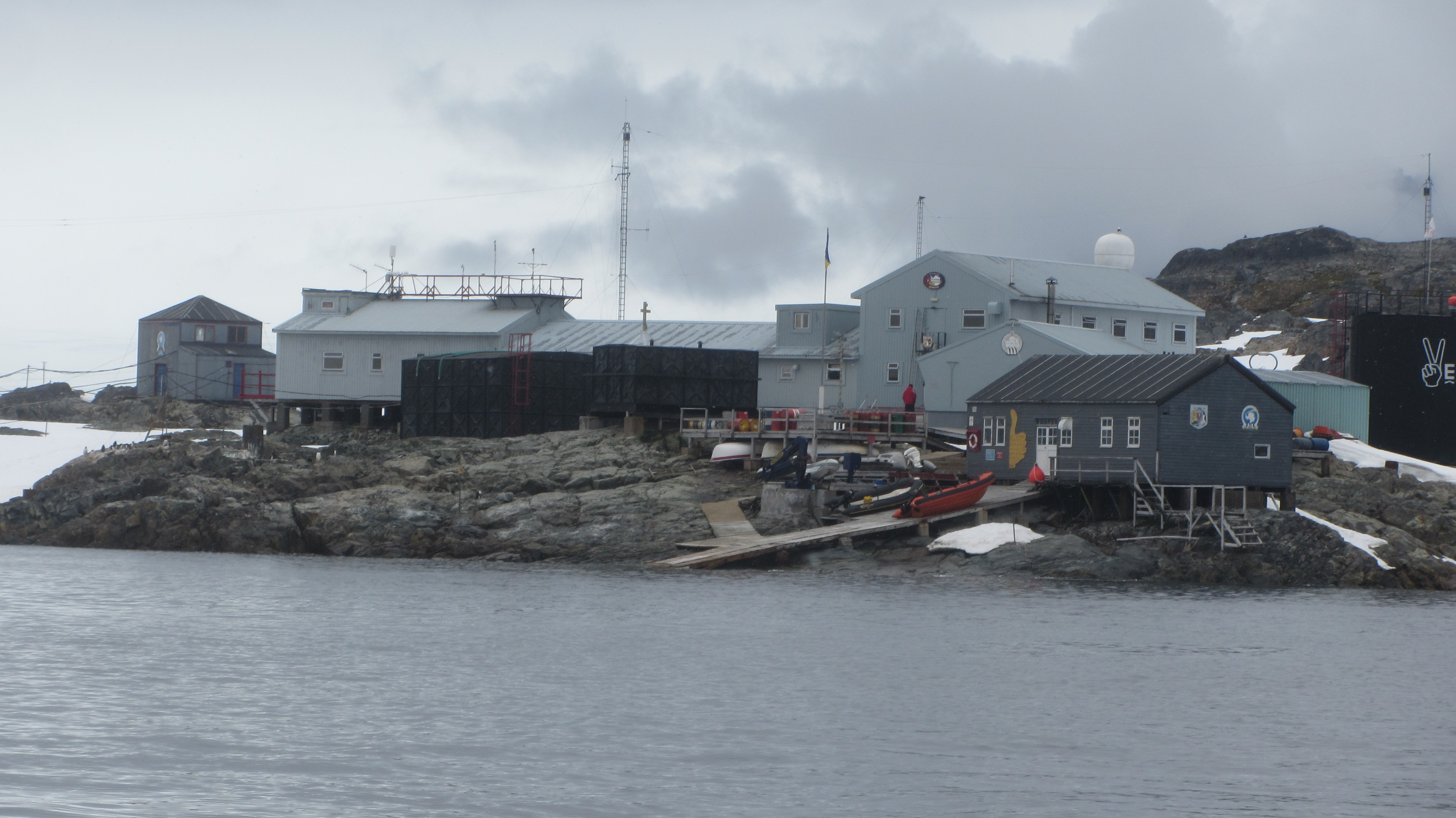
Полярна станція Академік Вернадський

Наукова база на Аргентинських островах поблизу Антарктичного півострова заснована під час Британської експедиції на Землю Ґреяма в 1934–1937 роках. Як постійно діюча метеообсерваторія база почала працювати на острові Вінтер з 1947 року. Упродовж зимівлі 1953–1954 років станція була перенесена на мис Марина острова Галіндез. Після 1953 року тут було зведено ще декілька будівель, а більшість з них з'явилася протягом 1979–1980 років. У 1984 році було споруджено також невеликий будиночок аварійної бази — хатина Расмуссена.
Після розпаду Радянського Союзу Росія оголосила себе його правонаступницею, зокрема, заявивши про виняткове право на всі антарктичні станції СРСР, і відмовила Україні в передачі однієї із них. Упродовж лютого-серпня 1992 року направлено ряд ініціативних листів вчених і спеціалістів, звернень установ і організацій до державних органів України щодо необхідності відновлення і продовження діяльності в Антарктиці.
У листопаді 1993 року Велика Британія поширила серед посольств пропозицію про передачу станції «Фарадей» на острові Галіндез одній з держав, які ще не мали станцій на континенті.
Станція була передана Україні в 1996 році Британською антарктичною службою і перейменована на «Академік Вернадський». Тут ведуться геофізичні, метеорологічні, геокосмічні, біологічні та інші дослідження.